# تيد ناش
تيد نـاش (بالإنجليزية: Ted Nash)‏ هو عازف ساكسفون وموسيقي أمريكي، ولد في 28 ديسمبر 1960 في هوليوود في الولايات المتحدة.

## وصلات خارجية
- تيد نـاش على موقع ميوزك برينز (الإنجليزية)
- تيد نـاش على موقع أول ميوزيك (الإنجليزية)
- تيد نـاش على موقع ديسكوغز (الإنجليزية)